# Þrívaldi
En la mitología nórdica, Þrívaldi (también Thrívaldi o Thrivaldi), cuyo significado en nórdico antiguo es "tres veces poderoso", es un gigante (jotun) que el mismo dios Thor mató.
El relato aparece en Skáldskaparmál de Snorri Sturluson (4), según el cual "asesino de Þrívaldi" ("vegandi Þrívalda") es un kenning para Thor. Snorri cita una estrofa de Bragi Boddason, que llama a Thor "cuchilla aparte de las nueve cabezas" ("sundrkljúfr níu höfða Þrívalda"), y otra estrofa de Vetrliði Sumarliðason que alaba a Thor por haber tumbado ("lemja") a Þrívaldi.
Þrívaldi también aparece en el þulur.